# NGC 1070
NGC 1070 (również PGC 10309 lub UGC 2200) – galaktyka spiralna (Sb), znajdująca się w gwiazdozbiorze Wieloryba. Odkrył ją William Herschel 13 grudnia 1784 roku.
W galaktyce tej zaobserwowano supernową SN 2008ie.